# 高原木 (科羅拉多州)
高原木（英語：Tall Timber）是位於美國科羅拉多州圓石縣的一個人口普查指定地區。

## 地理
高原木的座標為40°00′52″N 105°21′06″W / 40.01444°N 105.35167°W，而該地最高點為海拔高度1951米（即6400英尺）。

## 人口
根據2010年美國人口普查的數據，高原木的面積為1.5平方千米，均為陸地。當地共有人口208人，而人口密度為每平方千米138人。